# Haag-Streit Holding

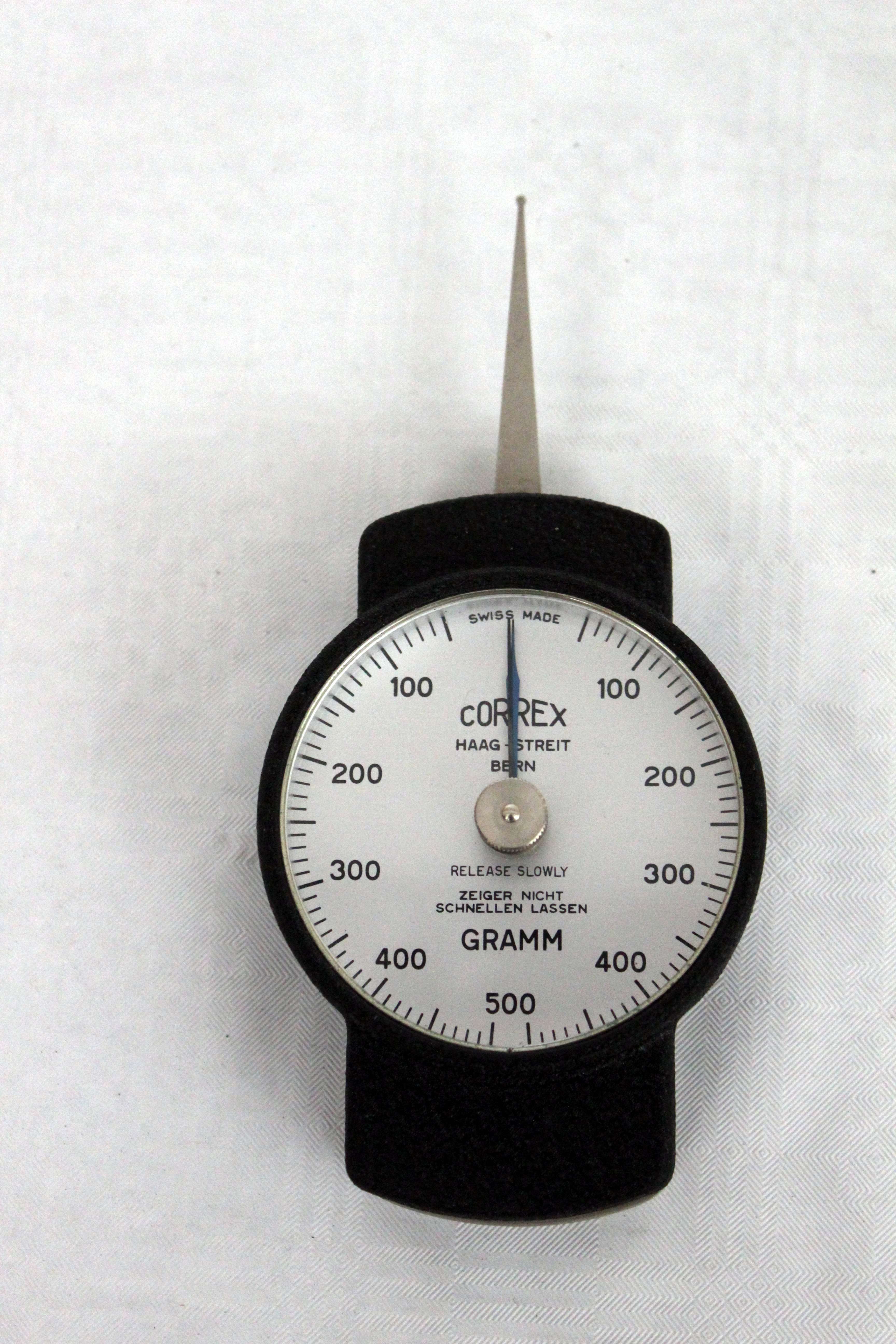
Federwaage mit Schleppzeiger

Die Haag-Streit Holding AG mit Hauptsitz in Köniz ist ein international tätiger Schweizer Medizintechnikhersteller in den Bereichen Ophthalmologie, Optometrie und Chirurgie. Die Unternehmensgruppe entwickelt, produziert und vertreibt medizinische Diagnose- und Operationsgeräte und -lösungen sowie Virtual-Reality-Simulatoren. Das Portfolio umfasst Spaltlampen, Biometer, Perimeter, Operationsmikroskope,Virtual-Reality-Trainingssimulatoren und Produkte für den ophtalmologischen Untersuchungsplatz (z. B. Geräteträger und Stühle).
Das Unternehmen beschäftigt weltweit zwischen 850 und 1000 Mitarbeiter und erwirtschaftet einen Jahresumsatz von 200 bis 300 Millionen US-Dollar. Laut der Handelszeitung gehört Haag-Streit zu den so genannten Hidden Champions.

## Geschichte
Das Unternehmen wurde 1858 von Friedrich Hermann und Hermann Studer als mechanische Werkstätte in Bern gegründet und stellte zunächst mechanische Präzisionsinstrumente her, darunter auch Instrumente für Wettersäulen. Der erste internationale Erfolg war der 1867 erteilte Auftrag zur Lieferung von Wettermessinstrumenten für das zentrale physikalische Observatorium in St. Petersburg (Russland).
Nach der Verlegung des Firmensitzes begann das Unternehmen 1876 mit der Entwicklung und Herstellung von Instrumenten für die Ophthalmologie.
Nach verschiedenen Besitzerwechseln wurde die Firma 1925 in Haag-Streit umbenannt. Der Schwerpunkt lag weiterhin stark auf Geräten für die Augenheilkunde, die in Zusammenarbeit mit Spezialisten des Berner Universitätsspitals, insbesondere dem damaligen Direktor Hans Goldmann, weiterentwickelt wurden.
1965 gründete Haag-Streit in New Jersey (USA) die erste ausländische Tochtergesellschaft. Anfang der 1970er Jahre übernahm das Unternehmen den Schweizer Präzisionsoptik-Anbieter Spectros AG. Ende der 1980er Jahre begann Haag-Streit eine gezielte Akquisitions- und Expansionsphase.
Heute umfasst die Gruppe insgesamt zwölf Unternehmen an elf Standorten in Europa, Amerika und Fernost. Dazu gehören die sechs produzierenden Unternehmen Haag-Streit Diagnostics, Haag-Streit Simulation, Haag-Streit DOMS, Spectros AG, Möller-Wedel Optical und Reliance Medical Products Inc. mit Sitz an verschiedenen Standorten in der Schweiz, Deutschland und den USA.
Die Metall Zug Gruppe hat im März 2018 einen Anteil von 70 % an der Haag-Streit Holding AG erworben; die restlichen 30 % werden von den ursprünglichen Familienaktionären gehalten, die durch Herrn Christoph Haag im Verwaltungsrat der Haag-Streit Holding AG vertreten werden.
Als vierter Geschäftsbereich der Metall Zug Gruppe hat Haag-Streit einen eigenständigen Marktauftritt mit einer unverändert eigenständigen Marke.